# Benjamin Solari Parravicini
Benjamin Solari Parravicini (Buenos Aires, 8 agosto 1889 – Buenos Aires, 13 dicembre 1974) è stato un pittore, gallerista e astrologo argentino, molto noto in America Latina per quelli che alcuni considerano disegni profetici e relativi commenti.

## Biografia
Fu professore nel Liceo di Spagna in Argentina, incaricato del dipartimento d'arte nella Banca Municipale di Buenos Aires, direttore della "Galería de Exhibición de la municipalidad de Buenos Aires" e segretario della associazione per lo sviluppo delle arti nel 1948.
In America Latina viene ritenuto da molti un profeta. Secondo quanto da lui affermato, un'entità angelica "estremamente potente" gli insegnò a dipingere, anche se più che per i suoi dipinti è conosciuto per le "psicografías proféticas", schizzi a penna che tracciava saltuariamente.
Iniziò a parlare dei "bambini indaco" prima che diventassero un argomento popolare ed emanò la profezia dell'"Uomo Grigio" (forse dal vestito) che doveva aiutare l'Argentina (probabilmente un politico o guida spirituale).
Parravicini organizzò molte mostre e convegni d'arte a Buenos Aires.

## Lavori artistici (mostre)
- 1927 – Exposición Comunal
- 1929 – Amigos del Arte, Buenos Aires
- 1935 – Camati
- 1947 – Asociación para la promoción de las artes